# Mikhail Vasilev
Mikhail Anatolevich Vasilev (em russo:  Михаил Анатольевич Васильев; Moscou, 4 de março de 1961 – 5 de março de 2025) foi um handebolista russo, campeão olímpico.
Mikhail Vasilev jogou seis partidas e marcou 5 gols na campanha olimpica